# Cap Tigáni
Le Cap Tigáni (en grec moderne : Τηγάνι) est un cap de la côte du Magne-Oriental sur le Golfe de Messénie dans le district régional de Laconie, en Grèce.

## Géographie
Le cap est formé d'un promontoire rocheux avançant dans la mer à l'extrémité d'une péninsule étroite longue de 1 km.

## Histoire
Une église chrétienne était bâtie au sommet du cap. Il n'en reste que des ruines.

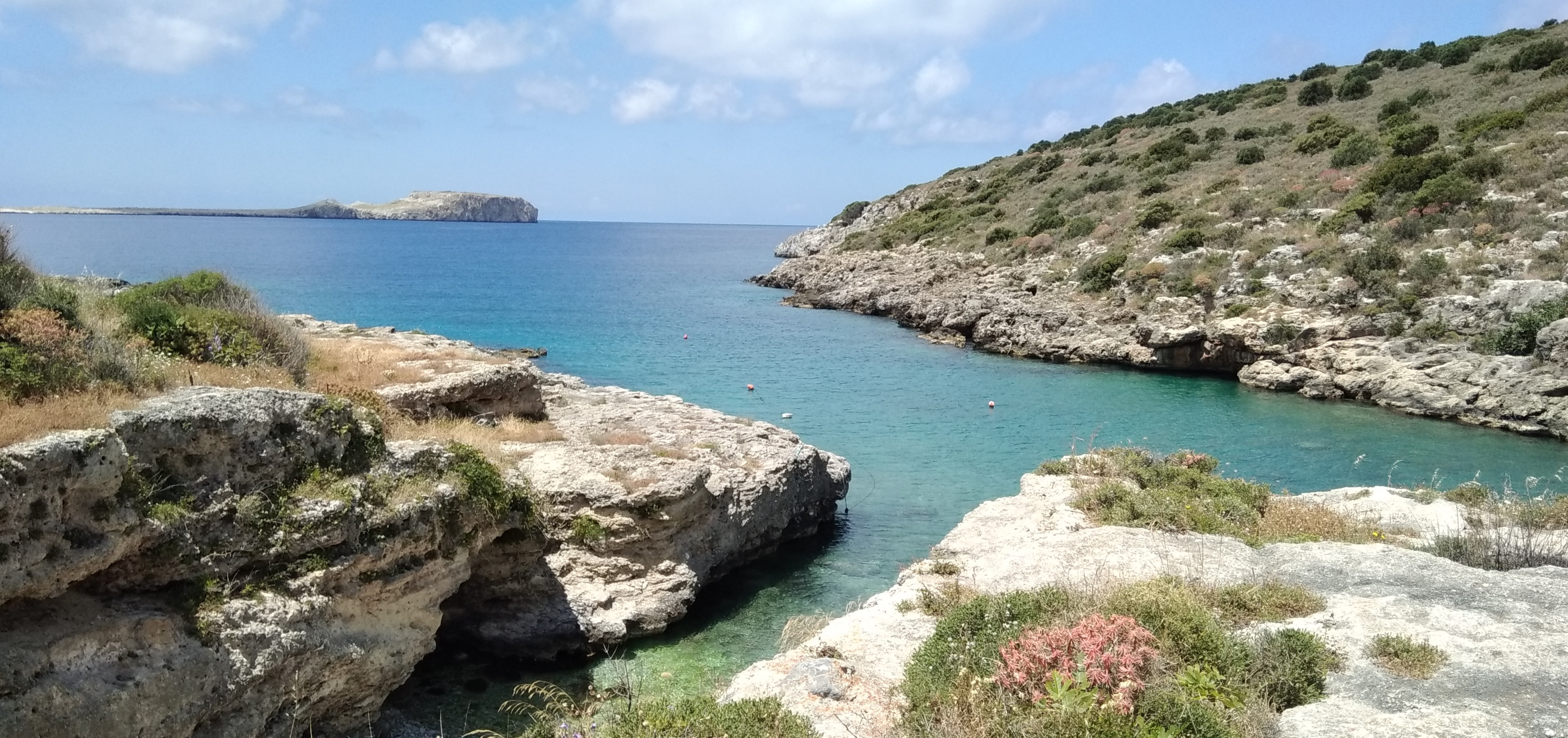
Vue du cap Tigáni depuis le village de Mézapos.